# Subsulfid uhlíku
Subsulfid uhlíku je anorganická sloučenina se vzorcem C3S2, tmavě červená kapalina nemísitelná s vodou, ale rozpustná v organických rozpouštědlech, která se snadno polymerizuje na černou pevnou látku.

## Příprava a struktura
C3S2 objevil v roce 1893 Béla Lengyel, který předpokládal, že má sloučenina asymetrickou strukturu; později bylo pomocí infračervené a Ramanovy spektroskopie zjištěno, že je symetrická, a to podle grupy D∞h, což odpovídá vzorci S=C=C=C=S. Podobnou strukturu má i suboxid uhlíku, O=C=C=C=O.
První příprava této sloučeniny byla provedena průchodem par sirouhlíku (CS2) elektrickým obloukem vytvořeným uhlíkovými elektrodami. Vznikl černý roztok, ze kterého po filtraci a odpařování zbyla třešňově červená kapalina; její molární hmotnost byla určena kryoskopií. Pozdější přípravy C3S2 byly prováděny termolýzou proudu CS2 v křemenných trubicích zahřívaných na 900 až 1100 °C, případně zábleskovou vakuovou pyrolýzou 1,2-dithiol-3-thionů.

## Reakce a výskyt
C3S2 reaguje s bromem za vzniku cyklického disulfidu.
C3S2 se za zvýšeného tlaku polymerizuje na černou polovodivou pevnou látku; obdobnou reakcí vzniká černý polovodivý polymer také z CS2.
Pomocí mikrovlnné spektroskopie byla malá množství CnS2 nalezena v mezihvězdném prostředí.